# 四会市
四会市（しかいし）は中華人民共和国広東省に位置する省直轄の県であり、しばらくの間、肇慶市の代理管轄下に置かれている。

## 歴史
前214年、秦代により四会県が設置された。地名は県境が四水の合流地点であったことによる。
1993年11月に県級市に昇格し現在に至る。

## 行政区画
下部に4街道、10鎮を管轄する
- 街道
  - 城中街道、東城街道、大旺街道、貞山街道
- 鎮
  - 竜甫鎮、地豆鎮、威整鎮、羅源鎮、逕口鎮、大沙鎮、石狗鎮、黄田鎮、江谷鎮、下茆鎮

## 交通
- 広茂線